# Nissan Motors Football Club 1989-1990
Questa voce raccoglie le informazioni riguardanti il Nissan Motors Football Club nelle competizioni ufficiali della stagione 1989-1990.

## Stagione
Integrata la rosa con l'esordiente Takuya Jinno e con il centrocampista dell'Atlético Mineiro Renato, il Nissan Motors iniziò la stagione disputando il primo turno del Campionato d'Asia per club. Sorteggiata in un girone che la vedeva opposta a Liaoning, Hap Kuan e Chandongja, la squadra esordì nel torneo perdendo contro i campioni della Cina ma, segnando nove reti all'Hap Kuan nell'incontro successivo, fece un importante passo avanti verso la qualificazione alla seconda fase, che arrivò sconfiggendo i rivali diretti del Chadongcha.
Pochi giorni dopo la conclusione dell'impegno internazionale, il Nissan Motors disputò la Japan Soccer League Cup, a cui ebbe accesso a partire dal secondo turno in qualità di squadra detentrice della manifestazione. Dopo aver eliminato Kawasaki Steel, All Nippon Airways e Fujita, il Nissan Motors ebbe accesso alla finale contro lo Yamaha Motors dove, per il secondo anno consecutivo, risultò decisivo l'apporto del centrocampista Takashi Mizunuma, autore del gol con cui la squadra difese il titolo. Fu quello l'ultimo trofeo della squadra sotto la gestione di Shū Kamo che, poco prima dell'inizio del campionato, lasciò l'incarico di allenatore favorendo l'avvento di José Oscar Bernardi, appena ritiratosi dal calcio giocato.
Alcune settimane dopo l'avvio del campionato, il Nissan Motors scese nuovamente in campo per il Campionato d'Asia per club disputando, a Kuala Lumpur, un girone che lo vedeva di fronte alla squadra locale e ai campioni omaniti del Fanja: dopo aver sconfitto di misura gli omaniti, il Nissan Motors sconfisse il Kuala Lumpur in un match che era divenuto uno spareggio per l'accesso alla finale. Frattanto, la squadra aveva già ottenuto l'accesso ai quarti di finale di Coppa dell'Imperatore dopo aver sconfitto gli studenti dell'università del Tokai e il Cosmo Oil: prevalendo con il minimo scarto su Yanmar Diesel e Yomiuri, il Nissan Motors ottenne l'accesso alla finale dove incontrò nuovamente lo Yamaha Motors, sconfitto in rimonta per 3-2.
In campionato il Nissan Motors, trascinato dai gol di Renato (che al termine della stagione si laureò capocannoniere della Japan Soccer League) dovette assistere al ritorno in forze dello Yomiuri; vincendo il secondo scontro diretto esterno, il Nissan Motors si assicurò di fatto la vittoria del campionato, che per la squadra significò il secondo treble domestico consecutivo. La squadra concluse la stagione disputando le finali del Campionato d'Asia per club dove incontrò il Liaoning, precedentemente affrontato nel primo turno: sconfitto per 2-1 nell'incontro di andata disputato a Yokohama, il Nissan Motors non riuscì a riequilibrare la situazione nella gara di ritorno a Shenyang ottenendo solo un pareggio per 1-1 che consegnò il trofeo internazionale ai cinesi.

## Maglie e sponsor
Le magliette, prodotte dall'Adidas, recano sulla parte anteriore una scritta Nissan color oro.
| Manica sinistra · Manica sinistra · Maglietta · Maglietta · Manica destra · Manica destra · Pantaloncini · Calzettoni |

## Rosa
| N. |                     | Ruolo | Calciatore           |
| -- | ------------------- | ----- | -------------------- |
| 1  | Giappone (bandiera) | P     | Shigetatsu Matsunaga |
| 2  | Giappone (bandiera) | D     | Toru Sano            |
| 3  | Giappone (bandiera) | D     | Shinji Tanaka        |
| 4  | Giappone (bandiera) | D     | Tetsuji Hashiratani  |
| 5  | Giappone (bandiera) | D     | Shinobu Ikeda        |
| 6  | Giappone (bandiera) | C     | Masaaki Sakaida      |
| 7  | Giappone (bandiera) | C     | Nobutoshi Kaneda     |
| 8  | Giappone (bandiera) | C     | Takashi Mizunuma     |
| 9  | Brasile (bandiera)  | A     | Wagner Lopes         |
| 10 | Giappone (bandiera) | C     | Kazushi Kimura       |
| 11 | Giappone (bandiera) | A     | Kōichi Hashiratani   |
| 12 | Giappone (bandiera) | D     | Hiroshi Hirakawa     |
| 13 | Giappone (bandiera) | A     | Kenta Hasegawa       |
| 14 | Giappone (bandiera) | A     | Koukichi Kimura      |

| N. |                     | Ruolo | Calciatore        |
| -- | ------------------- | ----- | ----------------- |
| 15 | Giappone (bandiera) | C     | Makoto Sugiyama   |
| 16 | Giappone (bandiera) | D     | Junji Koizumi     |
| 17 | Giappone (bandiera) | C     | Yoshiaki Okamoto  |
| 18 | Giappone (bandiera) | C     | Keichi Zaizen     |
| 19 | Giappone (bandiera) | D     | Kenji Ōba         |
| 20 | Giappone (bandiera) | P     | Takashi Yasui     |
| 21 | Giappone (bandiera) | P     | Toshihiro Nakata  |
| 22 | Giappone (bandiera) | A     | Takuya Jinno      |
| 23 | Giappone (bandiera) | D     | Masaharu Suzuki   |
| 24 | Giappone (bandiera) | C     | Rikizō Matsuhashi |
| 25 | Giappone (bandiera) | C     | Kunio Nagayama    |
| 26 | Brasile (bandiera)  | C     | Renato            |
| 27 | Brasile (bandiera)  | D     | Sandro            |

## Risultati

### Coppa dell'Imperatore
| Yokohama 9 dicembre 1989 | Nissan Motors | 4 – 1 | Tokai Daigaku | Mitsuzawa Stadium |

| Yokohama 10 dicembre 1989 | Nissan Motors | 4 – 0 | Cosmo Oil | Mitsuzawa Stadium |

| Okayama 24 dicembre 1989 | Nissan Motors | 1 – 0 | Yanmar Diesel |  |

| Kobe 29 dicembre 1989 | Nissan Motors | 1 – 0 | Yomiuri |  |

| Tokyo 1º gennaio 1990               | Nissan Motors | 3 – 2 | Yamaha Motors | National Stadium |
| Lopes Renato Kimura Marcatori André |               |       |               |                  |
|                                     |               |       |               |                  |
| Lopes Renato Kimura                 | Marcatori     | André |               |                  |

### Campionato d'Asia per club
| Shenyang 20 agosto 1989 | Liaoning | 1 – 0 | Nissan Motors |  |

| Shenyang 22 agosto 1989 | Nissan Motors | 9 – 0 | Hap Kuan |  |

| Shenyang 24 agosto 1989 | Nissan Motors | 2 – 0 | Chandongja |  |

| Kuala Lumpur 14 dicembre 1989 | Nissan Motors | 2 – 1 | Kuala Lumpur |  |

| Kuala Lumpur 18 dicembre 1989 | Nissan Motors | 1 – 0 | Fanja |  |

| Yokohama 22 aprile 1990                          | Nissan Motors | 1 – 2                        | Liaoning | Mitsuzawa Stadium |
| Lopes 33’ Marcatori 31’ Sun Wie 43’ Dong Liqiang |               |                              |          |                   |
|                                                  |               |                              |          |                   |
| Lopes 33’                                        | Marcatori     | 31’ Sun Wie 43’ Dong Liqiang |          |                   |

| Shenyang 24 aprile 1990                    | Liaoning  | 1 – 1              | Nissan Motors |  |
| Liu Minghui Marcatori ?’ ( aut. ) Zheng Li |           |                    |               |  |
|                                            |           |                    |               |  |
| Liu Minghui                                | Marcatori | ?’ (aut.) Zheng Li |               |  |

## Statistiche

### Statistiche di squadra
| Competizione          | Punti | Totale | Totale | Totale | Totale | Totale | Totale | DR  |
| Competizione          | Punti | G      | V      | N      | P      | Gf     | Gs     | DR  |
| --------------------- | ----- | ------ | ------ | ------ | ------ | ------ | ------ | --- |
| JSL Division 1        | 47    | 22     | 14     | 5      | 3      | 44     | 26     | +18 |
| JSL Cup               | -     | 4      | 4      | 0      | 0      | 8      | 3      | +5  |
| Coppa dell'Imperatore | -     | 5      | 5      | 0      | 0      | 13     | 3      | +10 |
| Campionato d'Asia     | -     | 7      | 4      | 1      | 2      | 16     | 5      | +11 |
| Totale                | -     | 38     | 27     | 6      | 5      | 81     | 37     | +44 |

### Statistiche dei giocatori
| Giocatore      | JSL Division 1 | JSL Division 1 | JSL Cup  | JSL Cup | Coppa dell'Imperatore | Coppa dell'Imperatore | Campionato d'Asia | Campionato d'Asia | Totale   | Totale |
| Giocatore      | Presenze       | Reti           | Presenze | Reti    | Presenze              | Reti                  | Presenze          | Reti              | Presenze | Reti   |
| -------------- | -------------- | -------------- | -------- | ------- | --------------------- | --------------------- | ----------------- | ----------------- | -------- | ------ |
| K. Hasegawa    | 11             | 5              | 3        | 0       | 1+                    | ?                     | ?                 | ?                 | 15+      | 5+     |
| K. Hashiratani | 11             | 2              | 4        | 1       | ?                     | ?                     | ?                 | ?                 | 15+      | 3+     |
| T. Hashiratani | 21             | 2              | 4        | 0       | 1+                    | ?                     | ?                 | ?                 | 26+      | 2+     |
| H. Hirakawa    | 14             | 0              | 4        | 0       | ?                     | ?                     | ?                 | ?                 | 18+      | 0+     |
| T. Jinno       | 0              | 0              | 1        | 0       | ?                     | ?                     | ?                 | ?                 | 1+       | 0+     |
| N. Kaneda      | 19             | 5              | 0        | 0       | 1+                    | ?                     | ?                 | ?                 | 20+      | 5+     |
| T. Katsuya     | 22             | 2              | 2        | 1       | ?                     | ?                     | ?                 | ?                 | 24+      | 3+     |
| Ka. Kimura     | 22             | 8              | 4        | 1       | 5                     | 1+                    | ?                 | ?                 | 31+      | 10+    |
| Ko. Kimura     | 8              | 0              | 0        | 0       | ?                     | ?                     | ?                 | ?                 | 8+       | 0+     |
| S. Matsunaga   | 22             | 0              | 4        | 0       | 1+                    | -1+                   | ?                 | ?                 | 27+      | -1+    |
| T. Mizunuma    | 16             | 2              | 4        | 2       | 1+                    | ?                     | ?                 | ?                 | 21+      | 4+     |
| W. Lopes       | 13             | 1              | 4        | 0       | 1+                    | 1+                    | 1+                | 1+                | 19+      | 3+     |
| K. Nagayama    | 10             | 1              | 0        | 0       | 1+                    | ?                     | ?                 | ?                 | 11+      | 1+     |
| M. Sakaida     | 14             | 1              | 1        | 0       | 1+                    | ?                     | ?                 | ?                 | 16+      | 1+     |
| Renato         | 22             | 17             | 4        | 4       | 1+                    | 1+                    | ?                 | ?                 | 27+      | 22+    |
| T. Sano        | 15             | 0              | 1        | 0       | 1+                    | ?                     | ?                 | ?                 | 17+      | 0+     |
| M. Sugiyama    | 20             | 0              | 4        | 0       | 1+                    | ?                     | ?                 | ?                 | 25+      | 0+     |
| M. Suzuki      | 5              | 0              | 0        | 0       | ?                     | ?                     | ?                 | ?                 | 5+       | 0+     |
| S. Tanaka      | 22             | 0              | 4        | 0       | 1+                    | ?                     | ?                 | ?                 | 27+      | 0+     |
| K. Zaizen      | 3              | 0              | 0        | 0       | ?                     | ?                     | ?                 | ?                 | 3+       | 0+     |